# Pseudococcus sorghiellus
Pseudococcus sorghiellus är en insektsart som först beskrevs av Forbes 1885.  Pseudococcus sorghiellus ingår i släktet Pseudococcus och familjen ullsköldlöss. Inga underarter finns listade i Catalogue of Life.